# Малта (тауншип, Миннесота)
Малта (англ. Malta) — тауншип в округе Биг-Стон, Миннесота, США. На 2000 год его население составило 90 человек.

## География
По данным Бюро переписи населения США площадь тауншипа составляет 96,2 км², из которых 94,0 км² занимает суша, а 2,2 км² — вода (2,31 %).

## Демография
По данным переписи населения 2000 года здесь находились 90 человек, 29 домохозяйств и 24 семьи. Плотность населения —  1,0 чел./км². На территории тауншипа расположено 33 постройки со средней плотностью 0,4 построек на один квадратный километр. Расовый состав населения: 100 % белых.
Из 29 домохозяйств в 51,7 % воспитывались дети до 18 лет, в 79,3 % проживали супружеские пары и в 13,8 % домохозяйств проживали несемейные люди. 10,3 % домохозяйств состояли из одного человека, при том 6,9 % из — одиноких пожилых людей старше 65 лет. Средний размер домохозяйства — 3,10, а семьи — 3.40 человека.
40,0 % населения — младше 18 лет, 3,3 % — в возрасте от 18 до 24 лет, 31,1 % — от 25 до 44, 14,4 % — от 45 до 64, и 11,1 % — старше 65 лет. Средний возраст — 33 года. На каждые 100 женщин приходилось 100,0 мужчин. На каждые 100 женщин старше 18 приходилось 125,0 мужчин.
Средний годовой доход домохозяйства составлял 43 750 долларов, а средний годовой доход семьи —  46 000 долларов. Средний доход мужчин —  22 500  долларов, в то время как у женщин — 21 875. Доход на душу населения составил 11 949 долларов. За чертой бедности находились 2,2 % семей.